# Riley (merk)

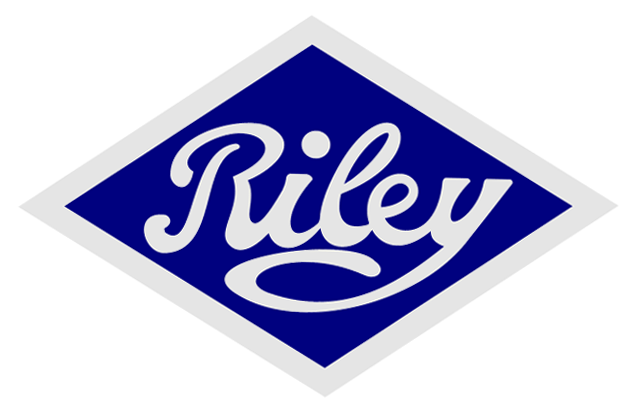
Logo

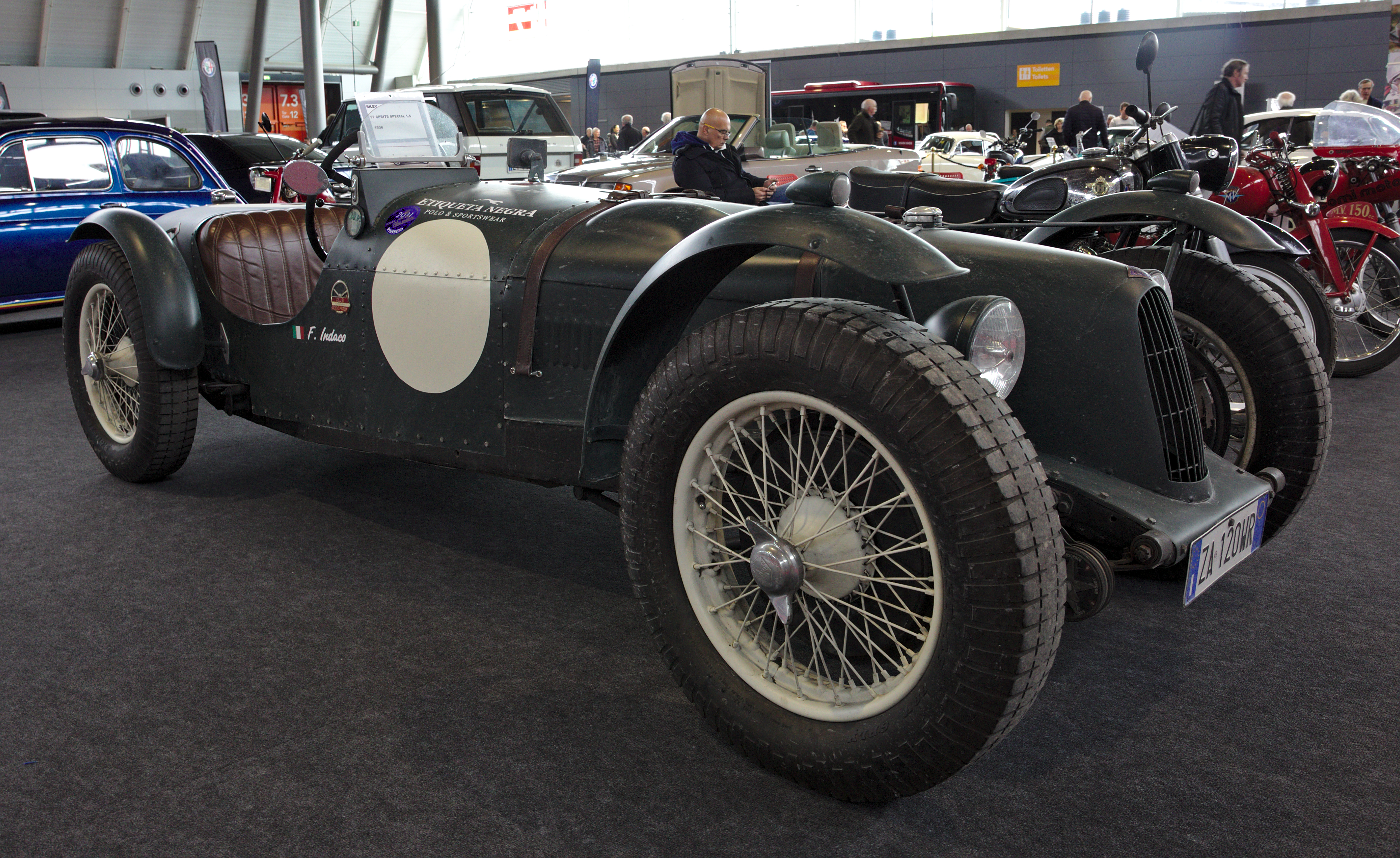
Riley Sprite

Riley is een historisch merk van motorfietsen en automobielen. De bedrijfsnaam was Riley Cycle Co. Ltd., City Works, Coventry (1899-1908). Riley was een Engels merk, opgericht door William Riley, dat in 1901 motorfietsen ging maken, nadat al eerder driewielers met De Dion-motor werden geproduceerd.
De merknaam Riley is in handen van BMW.

## Motorfietsen
De motorfietsen werden aangedreven door motorblokken van Minerva en MMC. Die laatste waren overigens in licentie geproduceerde De Dions. In 1903 probeerden Williams zoons Percy, Victor en Allan hun vader en hun oom te overreden een bedrijf te kopen waar men zelf motorblokken kon bouwen. William en zijn broer wilden er niet aan beginnen, maar de zoons kregen toch financiële steun en richtten de Riley Engine Company op. Zodoende beschikte Riley vanaf 1904 over eigen 2-, 2½- en 2¾ pk eencilinders en V-twins. In dat jaar waren er fietsen, twee- en driewielers in productie. In 1908 werd de productie beëindigd en Riley ging automobielen maken.

## Automobielen
Begin 1913 besloot Percy Riley, in samenwerking met zijn broers Victor, Stanley en Allan, complete auto's te gaan maken. Het eerste model, de 17/30, werd dat jaar geïntroduceerd op de London Motor Show. Kort daarna richtte Stanley Riley nog een ander bedrijf op, de Nero Engine Company, om zijn eigen 4-cilinder benzinemotor met een vermogen van 10 pk te produceren. Riley begon ook met de productie van vliegtuigmotoren en werd een belangrijke leverancier tijdens de Eerste Wereldoorlog. Na de oorlog werd de productie van personenwagens weer opgepakt en werd ook Riley's blauwe diamanten logo geïntroduceerd.
Rond 1936 raakte het bedrijf in problemen. Er waren te veel modellen met te weinig gemeenschappelijke onderdelen, en de opkomst van Jaguar in Coventry was een directe uitdaging. Een jaar later begon Riley naar andere fabrikanten te kijken voor partnerschappen. Het Duitse BMW toonde interesse, maar de gebroeders Riley hadden een voorkeur voor Triumph Motor Company, ook in Coventry gevestigd. In februari 1938 liep het overleg vast en op 24 februari werd een faillissement voor Riley Motors (Coventry) Limited aangevraagd. Op 9 september 1938 maakte de curator bekend dat Lord Nuffield de zaak zou overnemen. Toen de koop afgerond was, maakte hij Riley een onderdeel van Morris Motors.
Nuffield greep sterk in bij Riley. Het aantal motoren werd sterk beperkt; twee 4-cilindermotoren met een inhoud van 1,5 en 2,5 liter bleven behouden. Er werden slechts een paar carrosserieën geproduceerd en componenten werden gedeeld met Morris. De gesynchroniseerde versnellingsbak van Morris was een duidelijke verbetering, maar het typische Riley-karakter ging verloren.
De productie van Riley eindigde in de jaren zestig en de laatste auto met Riley-badge werd geproduceerd in 1969.

### Modellen
- 1907-1911 Riley 9
- 1907-1907 Riley 12
- 1909-1914 Riley 10
- 1908-1914 Riley 12/18
- 1915-1916 Riley 10
- 1913-1922 Riley 17/30
- 1919-1924 Riley Eleven
- 1925-1928 Riley Twelve
- 1926-1937 Riley Nine
- 1927-1931 Riley Brooklands
- 1928-1937 Riley Six
- 1929-1934 Riley 14/6
- 1933-1935 Riley 12/6
- 1934-1935 Riley Imp
- 1934-1935 Riley MPH
- 1935-1938 Riley 15/6
- 1935-1938 Riley 1 1/2 litre
- 1936-1938 Riley Sprite
- 1936-1938 Riley 8/90
- 1937-1938 Riley Big Four
- 1938-1938 Riley Victor
- 1939-1940 Riley 12
- 1939-1940 Riley 16

- Roadster/DHC
  - 1948-1951 RMC
  - 1949-1951 RMD
- Mid-sized
  - 1945-1952 RMA
  - 1952-1955 RME
  - 1957-1965 One-Point-Five (Wolseley 1500)
  - 1959-1961 4/Sixty-Eight (Wolseley 15/60)
  - 1961-1969 4/Seventy-Two (Wolseley 16/60)
- Large
  - 1946-1952 RMB
  - 1952-1953 RMF
  - 1953-1957 Pathfinder (Wolseley 6/90)
  - 1958-1959 Two-Point-Six (Wolseley 6/90)
- Mini
  - 1961-1969 Elf (Mini)
- Compact
  - 1965-1969 Riley Kestrel/1300 (Morris 1100)

## Heropleving
William Riley, een nakomeling van de oprichters, wilde in Blackpool, op de plek waar vroeger TVR's werden gebouwd, het merk Riley opnieuw oprichten. Hij wilde aanvankelijk zijn auto's bouwen op de basis van TVR-modellen, maar dit werd de MG XPower SV. Deze sportauto was nog maar nauwelijks op de markt, toen in 2005 MG Rover failliet ging. Van de SV is er slechts een handjevol exemplaren gemaakt.